# Microsteira eriophylla
Microsteira eriophylla är en tvåhjärtbladig växtart som beskrevs av Arenes. Microsteira eriophylla ingår i släktet Microsteira och familjen Malpighiaceae. Inga underarter finns listade i Catalogue of Life.